# Merci (czekoladki)

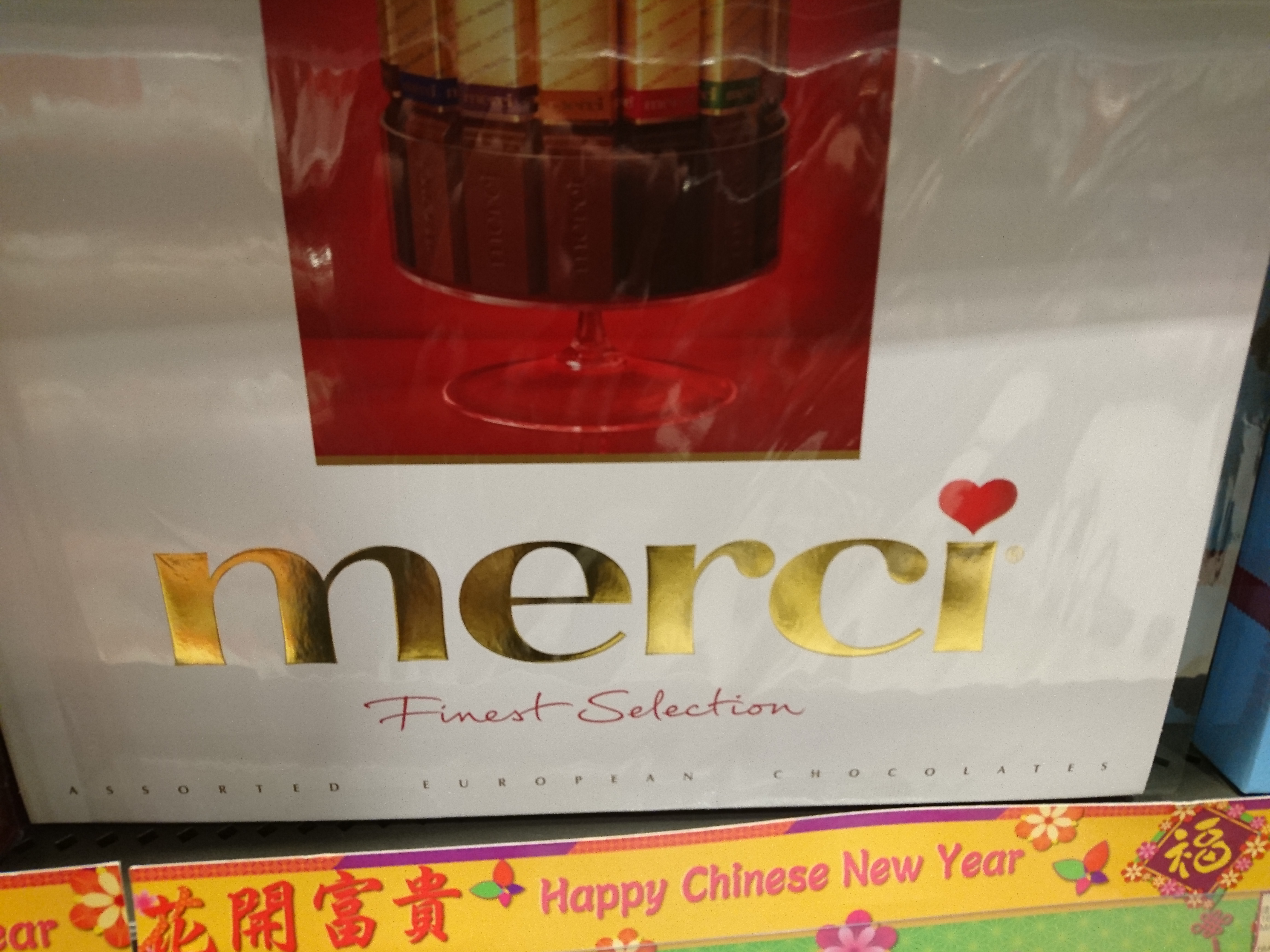
Zdjęcie opakowania czekoladek Merci

Merci (z fr. „dziękuję”) – marka czekoladek produkowanych przez niemiecką firmę August Storck. Merci produkowane są w postaci tabliczek różnych rodzajów czekolady z różnymi nadzieniami, takimi jak zwykła mleczna czekolada, kawa i śmietanka, orzech laskowy. Każdy smak ma swój indywidualny kolor.

## Historia
Czekoladki Merci są produkowane od 1964 roku.